# Rhynchomolgus corallophilus
Genre
Espèce
Rhynchomolgus corallophilus, unique représentant du genre Rhynchomolgus, est une espèce de copépodes de la famille des Rhynchomolgidae.

## Distribution
Cette espèce est endémique de Madagascar. Elle se rencontre dans l'océan Indien.
Ce copépode est associée au scléractiniaire Psammocora contigua.

## Publication originale
- Humes & Ho, 1967 : New Cyclopoid Copepods Associated with the Coral Psammacora contigua (Esper) in Madagascar. Proceedings of the United States National Museum, vol. 122, no 3586, p. l-32 (texte intégral).